# Jaspur
Jaspur è una suddivisione dell'India, classificata come municipal board, di 39.048 abitanti, situata nel distretto di Udham Singh Nagar, nello stato federato dell'Uttarakhand. In base al numero di abitanti la città rientra nella classe III (da 20.000 a 49.999 persone).

## Geografia fisica
La città è situata a 29° 16' 60 N e 78° 49' 0 E e ha un'altitudine di 219 m s.l.m..

## Società

### Evoluzione demografica
Al censimento del 2001 la popolazione di Jaspur assommava a 39.048 persone, delle quali 20.589 maschi e 18.459 femmine. I bambini di età inferiore o uguale ai sei anni assommavano a 6.660, dei quali 3.469 maschi e 3.191 femmine. Infine, coloro che erano in grado di saper almeno leggere e scrivere erano 23.364, dei quali 13.768 maschi e 9.596 femmine.